# Austroplex brevipalpis
Austroplex brevipalpis är en tvåvingeart som först beskrevs av Macquart 1848.  Austroplex brevipalpis ingår i släktet Austroplex och familjen bromsar. Inga underarter finns listade i Catalogue of Life.